# Grupo Avenida
Grupo Avenida, que faz parte da holding Sul Africana Pepkor, é atualmente a maior rede de moda da região Centro-Norte e uma das 10 maiores do Brasil. Fundada em 1978 pelo empresário Ailton Caseli, em Cuiabá, conta atualmente com 140 lojas espalhadas por 12 Estados brasileiros.

## História
O Grupo Avenida teve início em 1978, com uma pequena Loja com 50 m2 no centro de Cuiabá, chamada Maracanã dos Tecidos. Nesta época Ailton Caseli, fundador da rede de lojas, já vislumbrava um futuro promissor para o pequeno comércio. Analisando a base comercial da capital de Mato Grosso, especificamente no segmento de Tecidos, o empresário percebeu um grande potencial para uma loja que oferecesse uma gama variada de produtos que pudesse atender a família. A proposta do modelo de negócio ainda envolvia preços populares e possibilidades de parcelamento sem juros. Com o passar dos anos foram implementados ao Mix de Produtos a Cama, mesa e banho, em seguida os departamentos de Confecções. Em 1995, foi implementado ao Mix os departamentos de calçados, e encerrado as vendas de Tecidos.
Com o novo molde da loja, que focava no atendimento da família, a marca Avenida ganhou destaque e começou a crescer em número de lojas. No final da década de 90, a rede possuía sete lojas, todas no estado do Mato Grosso.

## Anos 2000, de Cuiabá para o Brasil
No início do século XXI, a marca iniciou sua expansão para outros estados, contudo, o foco das lojas continuou sendo as cidades do interior com pelo menos 100 mil habitantes que pudessem garantir um lugar de destaque para a Avenida. Em alguns municípios que não possuíam grandes centros comerciais, por exemplo, a rede de lojas cuiabana chegou com status de mega store, gerando uma espécie de acontecimento na cidade. As inaugurações começaram a avançar em um ritmo acelerado e, em 2010 a rede já contava com mais de setenta lojas espalhadas pelos país.

## Atualidade e visão de futuro
Em 2013, a rede inaugurou no segundo semestre a sua centésima loja e estabeleceu um projeto ousado de expansão, que compreende o objetivo de ser, em um futuro próximo, a maior rede de varejo de moda do interior brasileiro.
Em 2014, o Grupo Avenida recebeu um aporte de R$250 Milhões do Fundo de Investimentos Kinea, gestora de recursos independentes ligada ao Grupo Itaú Unibanco.
Com o investimento, a compania conseguiu se estabilizar financeiramente e desenvolver uma forte governança corporativa ao longo dos anos junto ao Kinea.
Em fevereiro de 2022, a gigante sul-africana Pepkor adquiriu a totalidade das ações da Kinea e um % das ações da familia Caseli, finalizando a operação a Pepkor obteve a participação majoritária do Grupo Avenida. A transação finalizou em um montande próximo a 1,1 Bilhão de Reais e marcou a primeira incursão da Pepkor na América Latina.
Atualmente, o grupo continua sendo presidido por Rodrigo Caseli conta com mais de 2,8 mil funcionários e conquistou, por cinco vezes seguidas, o prêmio ‘Melhores Empresas para se Trabalhar - Centro-Oeste’ e em 2014 e 2015 o 'Melhores Empresas para se trabalhar - Varejo Brasil'. Além das Lojas Avenida, o grupo mantenedor e responsável pelo Cartão Avenida.
Com um sócio com muita expertise no varejo mundial e capital no caixa o Grupo Avenida já em 2023 tomou algumas medidas estratégicas para dar foco total no crescimento das Lojas Avenida. Fechou as 20 lojas Giovanna (focadas em calçados), fechou a venda de telefonia e também o E-commerce. Em 2023 já foram inauguradas 30 lojas, sendo uma na grande São Paulo, na cidade de Carapicuiba, um marco importante para a compania.

## A Rede
O Grupo Avenida conta hoje com as Lojas Avenida, 140 lojas em 12 estados do Brasil. Com objetivo de fidelizar os clientes o grupo também possui o Cartão Avenida, que proporciona diversas vantagens e mais condições de pagamento aos usuários.

### Cartão Avenida
O cartão com 3,2 Milhões de clientes, reúne uma série de benefícios para os consumidores das lojas Avenida, com vantagens e facilidade de compra em condições especiais de parcelamento em 8 vezes e em até 70 dias para começar a pagar.
O cartão Avenida  pode ser adquirido em qualquer uma das lojas Avenida e pode ser usado imediatamente.